# Théâtre Takarazuka
Le théâtre Takarazuka (東京宝塚劇場, Tōkyō Takarazuka Gekijō) est un théâtre de Tōkyō situé au 1-1-3 Yūrakuchō, Chiyoda-ku.
Il est exclusivement utilisé pour des opéras de la revue Takarazuka, ayant une histoire de plus de 90 ans. Les visiteurs peuvent apprécier les revues et les spectacles musicaux ne comportant que des actrices.

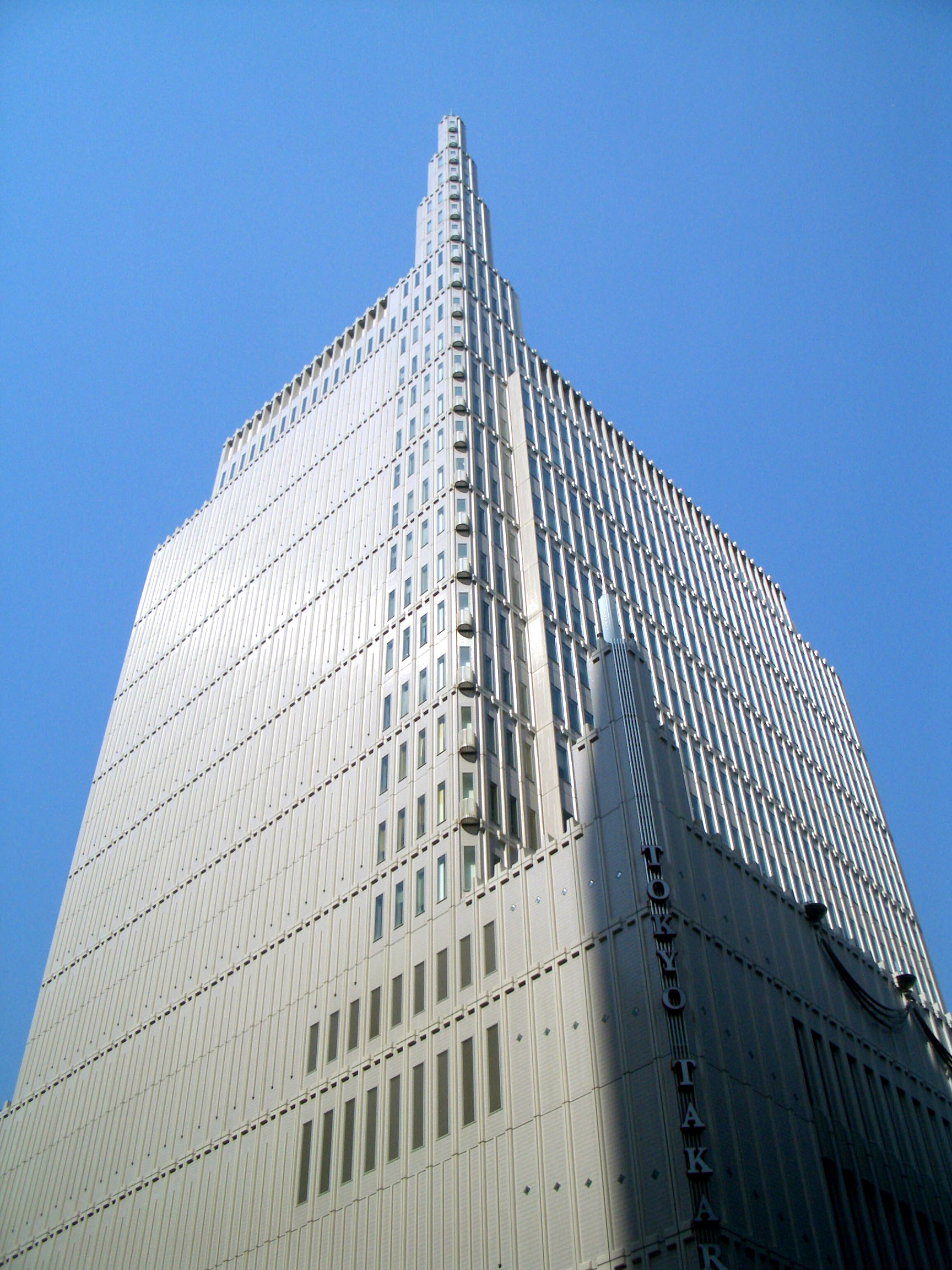
Bâtiment actuel du Théâtre Takarazuka
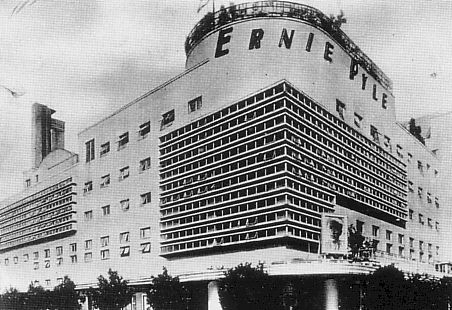
Théâtre Takarazuka dans les années 1940
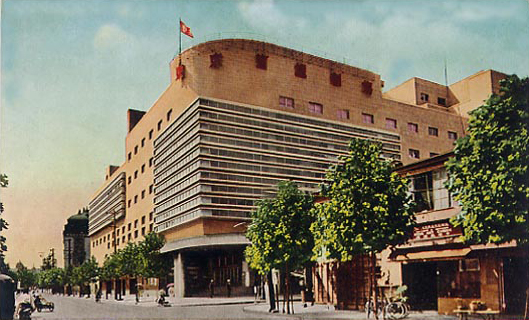
Théâtre Takarazuka dans les années 1930